# Le Monde dramatique
Le Monde dramatique est un périodique artistique illustré publié à Paris du 9 mai 1835 au 16 septembre 1841.

## Histoire
Le Monde dramatique, sous-titré originellement revue des spectacles anciens et modernes, est un hebdomadaire fondé par Gérard de Nerval et Anatole Bouchardy. Vendu 20 centimes, imprimé chez Félix Locquin, le bureau parisien de la rédaction est situé 1 rue des Filles-Saint-Thomas, près la place de la Bourse. La diffusion est relayée par Le Magasin pittoresque.
Jugé « trop ambitieux et mal géré », composé principalement d'articles non signés révisant ou commentant le théâtre, il comprenait également quelques premiers écrits du frère d'Anatole, Joseph Bouchardy,.

## Collaborateurs

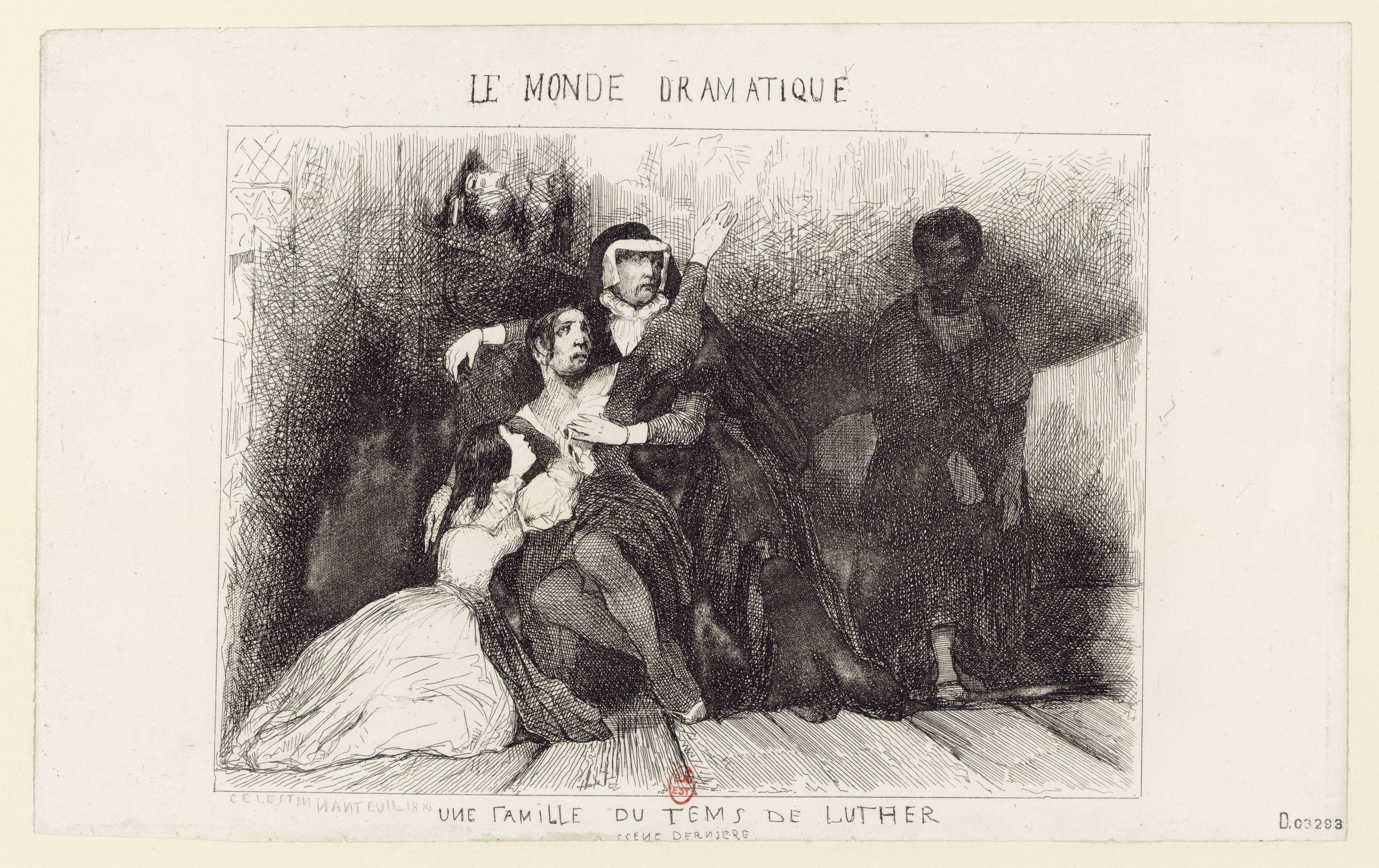
Une famille au temps de Luther (1836), gravure d'après Célestin Nanteuil.

- Louis Boulanger
- Eugène de Fère
- Grandville
- Alcide-Joseph Lorentz
- Henry Monnier
- Célestin Nanteuil
- Camille Rogier
- Frédéric Soulié
- Napoléon Thomas